# Технология UniTESK
UniTESK (Unified Testing & specification toolKit) — технология тестирования программного и аппаратного обеспечения на основе формальных спецификаций, разработанная в Институте системного программирования РАН. Технология представляет собой сочетание хорошо зарекомендовавших себя техник, которые могут применяться в различных комбинациях, взаимно сочетаясь и усиливая друг друга. Это делает технологию гибкой и настраиваемой под существующие процессы разработки на всех этапах жизненного цикла разработки программного обеспечения от сбора и анализа требований до сопровождения.
Основу для вынесения вердиктов о правильности поведения тестируемой системы составляют контрактные спецификации в форме пред- и постусловий, написанные на расширениях традиционных языков программирования, таких как C, Java, и позволяющие выносить вердикт полностью автоматически. Спецификации являются представлением функциональных требований к системе. Форма спецификаций и основанные на них критерии покрытия обеспечивают прослеживаемость требований.
Успешно использующиеся на практике, техники построения тестов на основе обхода графов состояний позволяют существенно минимизировать количество создаваемого вручную программного кода, вместе с тем обеспечивая разнообразие и массивность тестового набора.
Техники абстракции данных и критерии покрытия, основанные на требованиях, позволяют гибко управлять размером тестового набора и направлять генерацию на покрытие определенных требований, минимизируя тем самым время выполнения тестового набора.
Специальный промежуточный слой, имеющийся в технологии, позволяет быстро настраивать тестовый набор на различные реализации с той же функциональностью.
Все эти техники обеспечивают высокое качество тестирования, прослеживаемость требований и высокий уровень переиспользования компонентов тестового набора при минимуме ручной работы и приемлемом времени выполнения тестов.

## Шаги технологии
Определение тестируемой части системыНа этом шаге определяется тестируемая функциональность, то есть часть возможностей рассматриваемой системы, которую надо проверить, и тестируемый интерфейс, то есть способ доступа к проверяемым возможностям.
Определение и анализ требований к тестируемой системеНа основе анализ всех входных данных, коммуникации с заказчиком, экспертами и пользователями выделяются и систематизируются требования к тестируемой системе. Которые далее представляются в виде формальной модели.
Определение и анализ требований к полноте тестированияВыделяются критерии полноты тестирования, которые отражаются на формальной модели.
Разработка тестовРазработка источников тестовых данных и модели тестирования в целом. 
Основные техники. 
Перебор конечных множеств, перебор комбинаций, перебор граничных значений и близких к ним, перебор узловых и близких значений, перебор грамматических конструкций с помощью модульных генераторов, перебор с фильтрацией, перебор атрибутированных графов и последовательностей. 
Конечные автоматы, системы помеченных переходов, неявное представление автоматных моделей, послойное тестирование сложных моделей.
Разработка адаптеров, привязывающих тесты к тестируемой реализации
Отладка и выполнение тестов
Анализ результатов тестирования

## История создания
- В 1994 году Институт Системного Программирования Российской Академии Наук (ИСП РАН) по контракту с Nortel Networks разработал методологию и комплект инструментов автоматизации тестирования интерфейсов прикладных программ (API). Первым практическим применением методологии стало ядро операционной системы реального времени.
- В течение 1994—1999 годов ИСП РАН создал и установил в Nortel Networks несколько версий технологии KVEST-1.
- В 1998—1999 годах было завершено создание технологии KVEST-2.
- В 2000 году технология KVEST адаптируется для использования в проектах на языках C и C++.
- В 1999 году ИСП РАН начал разработку технологии верифицирования нового поколения — UniTESK (Unified Testing & specification toolKit).

## Применение на практике
Технология была успешно применена во многих проектах. Наиболее интересные:
- Open Linux VERification (OLVER) (c 2005 г.);
- Тестирование интеграционных и биллинговых компонентов Вымпелкома (c 2007 г.);
- Тестирование мобильной реализации протокола IPv6 (2002—2003, 2 человеко-года);
- Тестирование Object Broker (2000, 1 человеко-год);
- Тестирование компонентов ATM Framework (1999—2000, 6 человеко-лет);
- Тестирование и редизайн системы поддержки приложений (1998—1999, 2 человеко-года);
- Тестирование ядра операционной системы (1994—1997, 25 человеко-лет).

## Инструментальная поддержка
- CTESK — инструмент для тестирования программного обеспечения, реализованного на языке C.
- CTESK Community Edition — бесплатная полнофункциональная версия инструмента CTESK для платформы Linux.
- JavaTESK — инструмент для тестирования программного обеспечения, реализованного на языке Java.
- C++TESK — инструмент для тестирования программного обеспечения, реализованного на языке C++, а также моделей синхронной цифровой аппаратуры на языках описания аппаратуры.
- Pinery — предназначен для генерации тестовых данных сложной структуры на основе описаний в виде грамматик (к таким описаниям относятся, например, BNF, регулярные выражения, DTD и т. п.).
- OTK (Optimizer Testing Kit) — инструмент для тестирования программных систем, работающих с данными, имеющими сложную структуру. Применение OTK наиболее эффективно при тестировании компиляторов или других систем обработки формального текста. Основной акцент в OTK делается на построении разнообразных входных тестовых данных.
- SynTESK (Syntax Testing Kit) — инструмент для тестирования синтаксических анализаторов (парсеров) формальных языков. SynTESK позволяет проверять соответствие реализации парсера и спецификации данного формального языка, то есть что парсер распознает именно данный формальный язык.
- MicroTESK (Microprocessor Testing Kit) — инструмент для автоматизированной разработки генераторов тестовых программ для микропроцессоров и других программируемых устройств.